# Archaeognatha
Sous-classe
Ordre
Classification phylogénétique
- Pancrustacea
  - Insecta
    - Archaeognatha
    - Dicondylia
      - Zygentoma
      - Pterygota
        - Odonata
        - Ephemeroptera
        - Neoptera

Les archéognathes (Archaeognatha) sont un ordre d'insectes aptères.
Dans les classifications anciennes, les archéognathes étaient un sous-ordre des thysanoures. On les considère maintenant comme un ordre à part entière. C'est le seul ordre de la sous-classe des Monocondylia.

## Description
Ce groupe comprend des espèces vivant principalement dans les rocailles, sur les côtes rocheuses, les falaises, et qui se nourrissent d'algues, de lichens, de mousses ou de matière organique en décomposition.
Ces insectes primitifs sautent en se servant de leurs pattes et accentuent leur vitesse à l'aide de leurs segments abdominaux élastiques.

## Classification
Les 500 espèces sont réparties en deux familles actuelles :
- Machiloidea :
  - Machilidae Grassi, 1888,
  - Meinertellidae Verhoeff, 1910 ;
- †Triassomachiloidea :
  - †Triassomachilidae Sharov, 1948.

## Publication originale
- Börner, 1904 : Zur Systematik der Hexapoden. Zoologischer Anzeiger, vol. 27, p. 511-533.